# Stephen Leather
Pour les articles homonymes, voir Leather.
Stephen Leather, né le 25 Octobre 1958 à Manchester, est un écrivain britannique, auteur de thrillers, dont les œuvres sont publiées par Hodder & Stoughton. Il a écrit pour des émissions de télévision telles que La Brigade du Courage (London's Burning en anglais), Brigade volante (The Knock en anglais) et la série Murder in Mind de BBC,. Il est l'un des auteurs dont les livres sont les plus vendus sur Amazon Kindle et était le deuxième auteur à succès du Royaume-Uni dans le monde entier sur Kindle en 2011. Cette année-là, Leather a vendu 500 000 livres électroniques et le magazine The Bookseller le nomma l'une des 100 personnes les plus influentes dans le monde de l'édition britannique.

## Jeunesse et éducation
Leather est né à Manchester. Il a grandi à Sale et Chorlton-cum-Hardy et a fréquenté Manchester Grammar School. Il a fait ses études à l'Université de Bath où il a obtenu un baccalauréat ès sciences en biochimie en 1980.
Leather a travaillé comme biochimiste pour ICI, a pelleté du calcaire dans une carrière, a travaillé comme boulanger, pompiste, barman et a travaillé pour le fisc, Inland Revenue.⁶ Il a commencé sa carrière dans l’écriture en tant que journaliste, travaillant pour des journaux comme le Glasgow Herald, Daily Mirror, The Times, Daily Mailet le South China Morning Post à Hong Kong.

## Carrière d'écrivain
Leather a commencé à écrire lorsqu'il était au collège, mais il "n'a jamais réussi à aller au-delà de quelques pages" et n'a pas commencé à écrire à plein temps jusqu'à ce qu'il travaille comme journaliste pendant plus de dix ans.
Son premier roman, Pay Off, a été écrit alors qu'il était encore employé au Daily Mirror. Le manuscrit a échappé de justesse aux oubliettes de la maison d'édition  HarperCollins. Le roman est un thriller au sujet d'un banquier d'affaires qui se venge sur deux gangsters qui ont tué son père. Le cadre du livre se situe en Écosseoù Leather a travaillé pendant cinq ans au Glasgow Herald comme journaliste d'affaires.
Son deuxième roman, The Fireman, a été écrit alors qu'il travaillait comme rédacteur d'affaires au South China Morning Post. Dans The Fireman, un journaliste d'un tabloïd britannique se rend à Hong Kong afin de découvrir pourquoi sa sœur s'est suicidée. Les deux romans, et son troisième, Hungry Ghost, ont été publiés par HarperCollins.
Leather a écrit son quatrième roman, The Chinaman, alors qu'il travaillait comme rédacteur de nouvelles d'affaires la nuit au Times à Londres. À l'époque, la campagne de bombardement de l'Armée républicaine irlandaise provisoire était à son paroxysme et dans The Chinaman, un homme Vietnamien perd sa famille dans une attaque vaguement basée sur le bombardement du grand magasin Harrods à Londres. Après avoir été éconduit par les autorités, l'homme, un ancien assassin du Viet Cong, se rend en Irlande et traque les hommes responsables,.
The Chinaman a été le roman qui a permis à Leather de se faire connaître. En 1992, Hodder and Stoughton paya une somme dans les six chiffres pour les droits britannique du Chinaman et le roman lui donnant suite, The Vets et Pocket Books paya une somme similaire pour les droits américain, donnant à Leather la possibilité de devenir un écrivain à plein temps.

### Les œuvres publiées
Les romans de Leather portent souvent sur les thèmes du crime, de l'emprisonnement, du service militaire et du terrorisme. Les romans prennent généralement place à Londres et en Extrême-Orient. Au début de sa carrière d'écrivain, Leather a écrit des thrillers autonomes, mais plus tard a commencé à développer ses personnages et ses intrigues à travers une série dans des genres légèrement différents. Le personnage principal d'une série, Dan 'Spider' Shepherd est apparu dans dix des thrillers de Leather. Une autre série, "Jack Nightingale", porte sur un ancien négociateur de police qui devient un détective privé.

### La série Shepherd 'Spider' Dan
En 2004, Leather a visité la prison de Durham et la prison de Belmarsh en Angleterre pour effectuer des recherches pour son livre Hard Landing. La prison de Belmarsh est une des prisons à sécurité maximum où la plupart des terroristes dans le pays et les criminels les plus violents sont emprisonnés. Hard Landing introduit le personnage de Dan Shepherd. Dans Hard Landing, Shepherd est un ancien soldat des forces spéciales qui doit infiltrer une prison de haute sécurité pour piéger un trafiquant de drogue qui gère son opération de derrière les barreaux. Le livre a été publié pour la première fois en 2004 par Hodder and Stoughton.⁷ Hard Landing était le quatrième livre électronique le plus vendu au Royaume-Uni en 2011.  
Leather a fait une tournée des prisons après la publication de Hard Landing, parlant aux détenus au sujet de la lecture et l'écriture créative. Les livres de Leather se classent deuxième dans la liste des livres les plus lus par les détenus au Royaume-Uni, juste après l'auteur John Grisham. Hard Landing a également été nommé pour le Ian Fleming Steel Dagger Award 2004. Le deuxième livre mettant en vedette Spider Shepherd, Soft Target, implique des terroristes islamistes, avec quatre auteurs d'un attentat-suicide par explosifs bien de chez-nous attaquant le système de transport du métro de Londres.
Soft Target a été publié en février 2005. Le 7 juillet de la même année, une attaque terroriste presque identique a eu lieu à Londres, alors que quatre terroristes islamistes ont fait exploser quatre bombes, trois en succession rapide à bord de métros à travers la ville et une quatrième dans un autobus à impériale à Tavistock Square. Cinquante-deux personnes et les quatre terroristes ont été tués dans les attaques et plus de 700 personnes ont été blessées.
Dans Soft Target, Dan Shepherd tue un auteur d'attentat-suicide par explosifs en lui tirant dans la tête sur une plate-forme de métro. Le 22 juillet 2005, à la station de métro Stockwell, la police a abattu un homme brésilien qu'elle soupçonnait d'être impliqué dans un attentat-suicide. Dans le troisième livre de la série, Cold Kill, Shepherd est sur la piste de terroristes qui envisagent de faire sauter un train Eurostar qui se déplace sous la Manche entre Londres et Paris. Cold Kill a été nommé pour le meilleur roman en 2007 par Thriller Writers. Pour faire la recherche pour le huitième livre de la série Spider Shepherd, Fair Game, Leather a passé seize jours sur un des plus grands navires porte-conteneurs du monde voyageant de la Malaisie  au Royaume-Uni. Pendant qu'il était à bord, il a écrit cinquante mille mots du roman, sur un complot terroriste visant à faire entrer une bombe nucléaire sale au Royaume-Uni.
Au cours de la série, Shepherd prend de l’âge en temps réel. Il a 39 ans dans le livre pour l'année 2013, True Colours. Shepherd change aussi d'emploi au cours des dix romans. Il commence comme un policier en civil travaillant pour une unité d'élite secrète, travaillant ensuite pour la Serious Organised Crime Agency et ensuite pour le MI5, les services de sécurité britanniques.

### La série Jack Nightingale
En 2010, Hodder and Stoughton ont publié le premier volet d'une nouvelle série par Stephen Leather avec le détective surnaturel Jack Nightingale,. Nightfall raconte comment Nightingale découvre qu'il a été adopté à la naissance et que son père génétique est un sataniste qui a vendu l'âme de Nightingale à un démon de l'enfer. En avril 2013, il y a quatre livres dans la série - Nightfall, Midnight, Nightmare et Nightshade¹

### Publication pour Amazon Kindle
Leather est devenu un succès dans le marché Kindle d'Amazon en 2010. Amazon UK a ouvert un magasin de livres électroniques juste avant Noël. Leather, prévoyant que les personnes achetant des livres électroniques seraient à la recherche de bonnes affaires, décida de vendre ses livres au prix minimum pour les écrivains indépendants afin que ses livres atteignent le top dix. Il s'est ensuite rendu sur des sites populaires de médias sociaux tels que Facebook et Twitter pour commercialiser ses livres.
Son livre électronique qu'il a publié lui-même, The Basement, au sujet d'un tueur en série à New York, a passé plusieurs semaines au sommet de la liste des best-sellers de Kindle UK et également en tête de la liste de Kindle US après qu'Amazon Encore ait repris sa publication. Au début de 2011, ses livres The Basement, Hard Landing, et son roman sur les vampires Once Bitten occupaient les trois premières places de la liste des best-sellers de Kindle au Royaume-Uni, un exploit égalé seulement par Stieg Larsson avec sa trilogie The Girl With The Dragon Tattoo.
En 2011 Leather était le deuxième auteur à succès au Royaume-Uni sur Kindle au niveau mondial, surpassé seulement par Lee Child. Leather a vendu 500 000 livres en 2011 et a été élu par le magazineThe Bookseller comme l'une des 100 personnes les plus influentes dans le monde de l'édition au Royaume-Uni. Selon The Bookseller, son livre The Basement était le troisième livre électronique le plus vendu au Royaume-Uni en 2011, et Hard Landing était le quatrième livre électronique le plus vendu au Royaume-Uni.

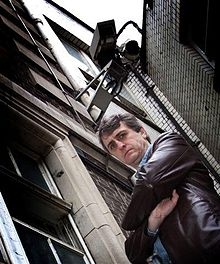
Photo de Stephen Leather provenant de son site web

## Récompenses et reconnaissance
En 2002, le livre de Leather, Tango One, a été nommé pour le premier prix CWA Ian Fleming Steel Dagger, décerné par la Crime Writers' Association. Son livre Hard Landing a été nommé pour le prix en 2004. Son livre Cold Kill a été nommé pour le meilleur roman en 2007 par Thriller Writers. En 2011, Leather a vendu plus de 500 000 livres, et a été élu par le magazine The Bookseller comme l'une des 100 personnes les plus influentes dans le monde de l'édition au Royaume-Uni.

## Vie privée
Leather a vécu en Angleterre, en Extrême-Orient, en France, aux États-Unis et en Irlande. Il a écrit des romans lorsqu'il résidait dans chacun de ces pays. Il vit actuellement en Thaïlande et dans ses temps libres, il aime faire de la plongée sous-marine et piloter (il est titulaire d'une licence de pilote des États-Unis).

## Scénarios
| Date      | Titre de l'émission                     | Remarques |
| --------- | --------------------------------------- | --- |
| 2001-2003 | Murder in Mind                          | A écrit deux épisodes de la première série (2001) et deux épisodes de la deuxième série (2002). Il a aussi écrit un épisode de la série en 2003. [18] |
| 2000      | The Bombmaker                           | Un téléfilm basé sur le livre écrit par Leather |
| 2000      | Brigade volante(The Knock)              | |
| 2000      | The Stretch                             | Un téléfilm basé sur le livre écrit par Leather. Film créé, écrit et produit par Leather                                                              |
| 1998      | Brigade volante('[The Knock]) (Série 4) | Épisodes 4, 5 et 6. Diffusés en 1999 |